# Метростанция „Горна баня“
„Горна баня“ е крайната западна станция от линия М3 на Софийското метро. Открита е на 24 април 2021 г. като част от участъка „Красно село“ – „Горна баня“.

## Местоположение
Станцията е разположена в западната част на ж.к. „Овча купел 2“, напречно на Околовръстното шосе. Вход/изходите на станцията са чрез подлез под околовръстния път, който има две напречни връзки с нея.
За връзка с автобус 111 за „Люлин“ се преминава през буферния паркинг.
| № | Име на вход/изход      | Достъпност |
| - | ---------------------- | ---------- |
| 1 | ул. Бойчо Бойчев       | асансьор   |
| 2 | кв. Горна баня         |            |
| 3 | ж.п. спирка Горна баня |            |
| 4 | ж.к. Овча купел 2      | асансьор   |

## Архитектурно оформление
Станцията е с дълбоко заложение, заради намиращия се разделителен хълм. Поради местните особености на „Овча купел 2“ и „Горна баня“, станцията е с много асиметрии. Перонът за качване е от страната на „Овча купел“, което затруднява достъпа от страната на „Горна баня“. Станцията разполага с преходен пешеходен тунел под околовръстното, както и с тупик за обръщане на посоката на метровлакчетата. От „Горна баня“ влаковете се прибират в депо Земляне като изпълняват частичен курс до метростанция „Овча купел“.

## Връзка с националната железопътна мрежа
Станцията е втората станция с интермодална връзка с националната железопътна мрежа. На прилежащата ѝ ж.п. спирка спират всички бързи и пътнически влакове по направленията София – Перник – Радомир – Дупница – Кулата / Петрич и София – Радомир – Кюстендил. Спирката е с един коловоз и един перон, като на него е обособена топла чакалня. При достатъчен пътникопоток ще бъде открита каса на БДЖ.

## Връзки с градския транспорт

### Автобусни линии
Метростанция „Горна баня“ се обслужва от 5 автобусни линии и 3 допълнителни линии от дневния градски транспорт:
- Автобусни линии: 11, 60, 73, 102, 111
- Допълнителни линии 802, 803, 804 (Горна баня, при Хотел Савина)